# Ron Butlin
Ron Butlin (* 1949 v Edinburghu, Skotsko) je skotský spisovatel, básník, dramatik, libretista, romanopisec a novinář. Napsal sedm básnických sbírek, zahrnujících např. Without A Backward Glance: new and selected Poems (2005). Dále je autorem tří novel, několika divadelních her a více než 12 knih. Zajímavostí je, že Ron Butlin napsal i několik operních libret.
Společně se spisovatelem Ianem Rankinem byli roku 2009 jmenováni čestnými odbornými asistenty pro psané dílo na Univerzitě v Edinburghu. Ron Butlin se řadí mezi nejvíce oceňované skotské básníky a romanopisce vůbec. Je autorem více než 12 knih, přičemž mnoho z nich získalo ocenění nejen ve Velké Británii, ale i v zahraničí. Cenu za Nejlepší zahraniční román si autor vysloužil za dílo The Sound of My Voice (1987). Toto dílo pak bylo zařazeno do prestižního deníku The Guardian "1000 románů, které si musíte přečíst". V dubnu roku 2014 vydal román Ghost Moon. Autor bývá pravidelným hostem na Mezinárodním festivale knihy v Edinburghu, dále se účastní mnoha literárních festivalů po celém světě. Zároveň se stal laureátem Edinburgh Poet a mezi léty 2008 až 2014 zastával funkci tzv. "Edinburgh Makar" (básník či autor, který je všestranný a hlavně zkušený; pomáhá prosazovat poezii ve spolupráci s literárními organizacemi, píše díla, která jsou o lidech z Edinburghu či zobrazují aspekty života v tomto městě).  Archivováno 10. 6. 2015 na Wayback Machine. 
V roce 2014 se zúčastnil Měsíce autorského čtení, který pořádá brněnské nakladatelství a agentura Větrné mlýny. Tato agentura natočila pro Českou televizi cyklus “Skotská čítanka – Don't Worry – Be Scottish” - díl s Ronem Butlinem režíroval Pavel Jurda.

## Díla

### Romány
- The Sound of My Voice (1987)
- Night Visits (1997)
- Belonging (2006)

### Drama
- The Music Box
- Blending In
- We´ve Been Had

### Libreto
- The Money Man (2010)

### Poezie
- Stretto (1976)
- Ragtime in Unforgettable Bars (1985)
- Histories of Desire (1995)
- Without a Backward Glance (2005)